# Promontory Fort am St John’s Point
 Das Promontory Fort am St John’s Point (Dunmey ist der alternative Name des Vorgebirges) liegt im Nordosten von Caithness in Schottland.
Über die Landspitze des Vorgebirges am St John's Point, von Klippe zu Klippe, wurde eventuell ein etwa 15,0 m breiter, tiefer, U-förmiger Graben gezogen mit einem etwa 3,0 m hohen Wall entlang der Seeseite und einem niedrigen Wall an der Landseite. Es gibt aber keine eindeutigen Beweise für den Graben. Etwa 15,0 m vom westlichen Ende des Walles scheint es einen Zugang gegeben zu haben. Das Gehege ist etwa 10 Hektar groß. Darin und in der Nähe des Standortes einer Kapelle befindet sich ein erhöhtes Gelände, das möglicherweise ein künstlicher Hügel ist. Vergleiche mit ähnlichen Promontory Forts deuten auf eine eisenzeitliche Entstehung, auch wenn es möglicherweise von Wikingern oder in späteren Zeiten wiederverwendet wurde. Der zwischen zwei Kliffnischen (englisch Geos) errichtete Erd-Stein-Wall variiert in der Breite zwischen 15,0 und 12,0 m. Innerhalb des Forts wurde das Vorgebirge fast vollständig von einem Rasendeich umschlossen, der stellenweise über die Klippen abstürzte.